# 何元述
何元述（1504年—1593年），原名何缵，字元孝（元礼），號小洛，福建泉州府晉江縣人。明朝政治人物。同進士出身。

## 生平
嘉靖七年（1528年）戊子科福建乡试七十四名举人，嘉靖十一年（1532年）壬辰科会试三百名，廷试第三甲一百五十五名進士。刑部观政，任惠州府儒學教授，十三年与高簡主考應天府鄉試，升任国子监博士。历监丞，迁南京户部主事、员外郎、郎中，出为广东佥事。进湖广参议，升广东副使，之后辞职归乡，卒年九十。

## 家族
曾祖何貴易（何宗）；祖何燦，典史；父何雄，封户部主事；母柯氏，封安人。具慶下，妻莊氏，兄綱（舉人、學正）；紀；元履；元累，弟元脩；元郁；元選，舉人；元迪；元達，俱生员。子居魯（承天知府）；居廣（監生）；居憲（生員）。孫啟祚（監生）；啟祥（生員）；啟祖；啟格；啟機；啟袍；啟祹；啟祐（生員）；啟祿；啟祜；啟祝；啟禴；承鍾（曾孫）；承欽（曾孫）；承鋌（曾孫）；承鑛（曾孫）；承鑑（曾孫）；承錄（曾孫）；承□（曾孫）。